# Balett (koreografi)
En balett är en koreografi för balettdansare avsedd att framföras på scen inför publik. Samma musikstycken används inte sällan för flera olika koreografier.
De flesta nyskapade baletter görs i modern stil, till modern eller klassisk musik, men även klassiska verk sätts upp flitigt av balettkompanier över hela världen. I bland återskapas klassiska baletter i modern tappning, som när Cullbergbaletten gör Svansjön med naturtroget klumpiga svanar och manliga dansare.
Baletter kan vara narrativa, det vill säga berätta en historia, eller helt enkelt vara en dansföreställning utan egentlig handling. Klassisk balett förknippas ofta med den romantiska baletten, där de manliga dansarna fick stå tillbaka för de kvinnliga solisterna.

## Kända baletter
Se även lista över baletter
- Eldfågeln
- Giselle
- Nötknäpparen
- Svansjön
- Våroffer

## Kända balettkoreografer
- Maurice Béjart
- Birgit Cullberg
- Jean Coralli
- Mats Ek
- Lev Ivanov
- Wacław Niżyński
- Jules Perrot
- Marius Petipa